# Echtpaar

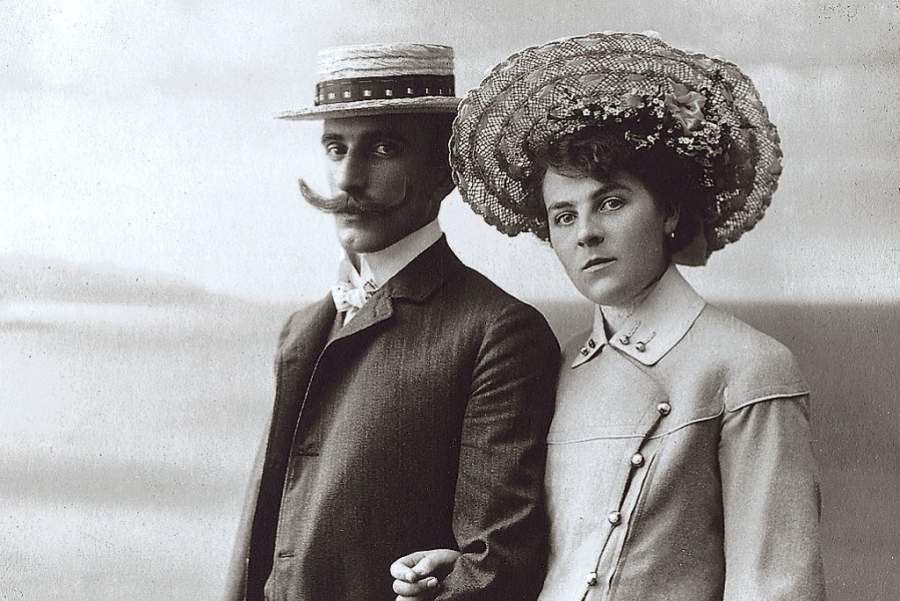
August Berthold en zijn vrouw Helena (ca. 1919)

Een echtpaar zijn twee mensen die aan elkaar zijn verbonden door middel van een huwelijk ('in de echt verbonden'). Voorafgaand is er meestal sprake van verkering en eventueel een verloving. Deze echtelieden wonen meestal samen, maar het kan ook een latrelatie zijn, in dat geval zijn ze wel getrouwd en aan elkaar verbonden, maar wonen ze elk in een eigen huis.
Traditioneel bestaat een echtpaar uit een man en een vrouw, maar sinds de invoering van het homohuwelijk kunnen in enkele landen ook personen van hetzelfde geslacht een echtpaar vormen.
Wanneer één persoon van een echtpaar overspel pleegt dan wordt dat echtbreuk genoemd.
Als er een einde wordt gemaakt aan het huwelijk, voordat een van de echtgenoten sterft, is er sprake van echtscheiding.
Als een echtgenoot (vrouwelijk echtgenote of ook echtgenoot) overlijdt spreekt men van een weduwschap.  De achterblijvende wederhelft wordt dan weduwe (vrouwelijk) of weduwnaar (mannelijk) genoemd.